# ケイド・カウエル
ケイド・ディラン・カウエル（Cade Dylan Cowell 、2003年10月14日 - ）は、アメリカ合衆国出身、同国代表のプロサッカー選手。CDグアダラハラ所属。ポジションはFW (LWG, CF)。

## クラブ経歴
カリフォルニア州のサンホアキン・バレーで生を受け、サンフランシスコ・ベイエリアの郊外東に所在するBallistic Unitedでクラブ活動を開始する。2017-18シーズンには32試合に出場し全米トップとなる34ゴールをマークするなど頭角を表すと、メジャーリーグサッカー・サンノゼ・アースクエイクスのアカデミー担当者に勧誘され、2018年から下部組織に入団する。
2019年シーズンを前にサンノゼのトップチームとプロ契約を結ぶと（当時15歳）、当時のリザーブチームであったリノ1868FCでプロデビューを果たし，6月18日のサンアントニオFC戦で初得点を挙げる。　6月11日にはUSオープンカップ・サクラメント・リパブリック戦においてトップチームの公式戦デビューとなる。プロ2年目の2020年3月7日にリーグ戦初出場を達成する。
2024年1月15日、CDグアダラハラに移籍した。

## 代表経歴
母がメキシコ系のためメキシコ代表を選択する資格もあったが、ユース世代から一貫してアメリカ代表を選択してきた。U-16、U-17代表を経て2023 FIFA U-20ワールドカップで3得点を記録すると、2023 CONCACAFゴールドカップのグループステージ・トリニダード・トバゴ戦でA代表初得点を挙げる。